# Polystachya kubalae
Polystachya kubalae är en orkidéart som beskrevs av Dariusz Lucjan Szlachetko och Tomasz Sebastian Olszewski. Polystachya kubalae ingår i släktet Polystachya och familjen orkidéer. Inga underarter finns listade i Catalogue of Life.